# Dunasziget
Dunasziget (vyslovováno [duna-siget], chorvatsky Širpienja, Sigete) je obec v Maďarsku v župě Győr-Moson-Sopron, spadající pod okres Mosonmagyaróvár. Nachází se na Malém Žitném ostrově, asi 13 km severovýchodně od Mosonmagyaróváru, 42 km severozápadně od Győru a asi 167 km severozápadně od Budapešti. V roce 2023 zde žilo 1 827 obyvatel. Název znamená ostrov na Dunaji.
Obec se skládá z následujících vesnic: Cikolasziget, Doborgazsziget, Galambos, Nagysziget a Sérfényősziget (hlavní část). Před rokem 1937 byly tyto vesnice (až na Galambos a Nagysziget) samostatnými obcemi. V roce 1937 byl k Sérfényőszigetu připojen Doborgazsziget, v roce 1969 ztratil samostatnost i Cikolasziget a byl připojen k nově vzniklé obci, která dostala název Dunasziget. K obci rovněž patří samoty Erdészlak a Zátony.
Obcí prochází vedlejší silnice 1407. V části Sérfényősziget se nachází kostel Srdce Ježíšova.

## Sousední obce
| Růžice kompasu | Dunakiliti | Dobrohošť (SK) | Vojka nad Dunajom (SK) | Růžice kompasu |
| Růžice kompasu |            | Sever          | Bodíky (SK)            | Růžice kompasu |
| Růžice kompasu | Dunasziget |                | Bodíky (SK)            | Růžice kompasu |
| Růžice kompasu | Jih        |                | Bodíky (SK)            | Růžice kompasu |
| Růžice kompasu | Halászi    |                | Kisbodak Püski         | Růžice kompasu |